# San Antonio del Barrio
San Antonio del Barrio är en ort i Mexiko.   Den ligger i kommunen San Felipe Usila och delstaten Oaxaca, i den sydöstra delen av landet, 300 km sydost om huvudstaden Mexico City. San Antonio del Barrio ligger 577 meter över havet och antalet invånare är 165.
Terrängen runt San Antonio del Barrio är bergig söderut, men norrut är den kuperad. San Antonio del Barrio ligger nere i en dal. Runt San Antonio del Barrio är det glesbefolkat, med 13 invånare per kvadratkilometer. Närmaste större samhälle är San Felipe Usila, 14,5 km norr om San Antonio del Barrio. I omgivningarna runt San Antonio del Barrio växer i huvudsak städsegrön lövskog.